# Lingua (Union européenne)
Pour les articles homonymes, voir Lingua.
Lingua est l'une des actions du vaste programme communautaire Socrates menée par l'Union européenne dans les domaines de l'éducation et de la formation.
La promotion des langues des États européens constitue une priorité majeure[non neutre] pour la Commission européenne, la connaissance des langues favorisant une meilleure compréhension de l’autre et de sa culture, permettant un enrichissement de soi et, plus prosaïquement, facilitant l’accès à un emploi. Si cet objectif est présent dans les différents programmes de Socrates, Lingua agit de manière plus transversale en se concentrant sur des problèmes clés. 
Deux catégories de projets sont plus particulièrement visées : 
- d’une part, les projets transnationaux qui sensibilisent à la connaissance des langues étrangères, informent à ce sujet, motivent les individus ou encore facilitent l’accès à des ressources linguistiques ;
- d’autre part, les projets transnationaux ayant pour objet la mise sur le marché d’une gamme de produits et d’outils d’apprentissage de langues dans des domaines mal couverts par le marché ordinaire.

Tous les projets financés par Lingua doivent regrouper au moins trois pays de l’Union et également ne pas poursuivre un but lucratif.

Lingua permet également la promotion des langues dites « rares », c'est-à-dire des langues moins utilisées et moins enseignées au sein de l’Union Européenne.

## Compléments